# Pietro Caprano

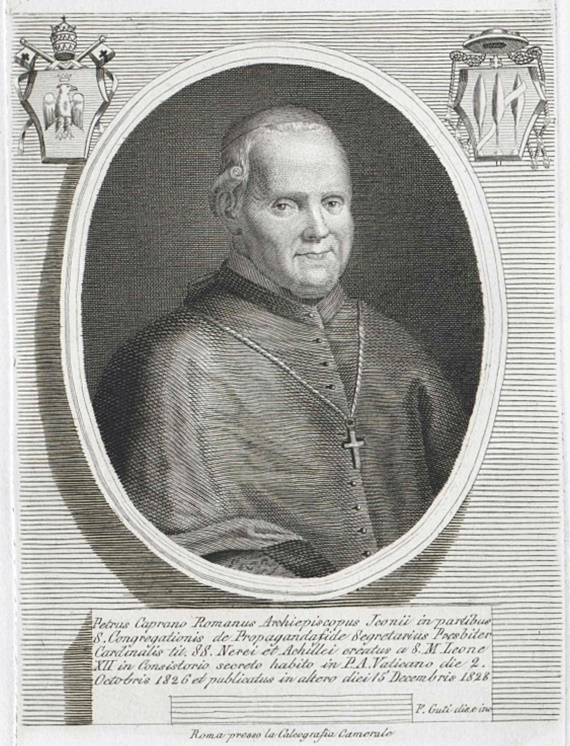
El cardenal Pietro Caprano.

Pietro Caprano (28 de febrero de 1759 - 24 de febrero de 1834) fue un cardenal de la Iglesia católica.

## Biografía
El 23 de febrero de 1782 fue ordenado sacerdote, y el 8 de marzo de 1816 obtuvo el título de Iconio. Fue, desde 1824, secretario de la Congregación para la Doctrina de la Fe y miembro de la Curia Romana desde el 2 de octubre de 1826. Fue creado cardenal por el papa León XII el 15 de diciembre de 1828. Al mismo tiempo, Caprano obtuvo el título de Santi Nereo ed Achilleo. Participó en el cónclave de 1829, cuando el cardenal Francesco Saverio Castiglioni fue elegido, quien optaría por el nombre Pío VIII. Caprano también participó en el cónclave de 1830-1831, cuando fue elegido el cardenal Bartolomeo Alberto Cappellari, quien al asumir el pontificado optó por el nombre de Gregorio XVI. Se colocó en la iglesia de San Marcello y, según su voluntad testamentaria, fue enterrado en San Ignacio.